# Shane Battier
Shane Courtney Battier (født 9. september 1978, i Birmingham, Michigan, USA) er en tidligere amerikansk basketballspiller, der spillede som forward i bl.a. NBA-klubben Miami Heat. Han kom til Houston Rockets i 2006 fra Memphis Grizzlies, hvor han havde spillet siden han kom ind i ligaen i 2001.

## Landshold
Battier spillede mange kampe for det amerikanske landshold, og var blandt andet med til at vinde bronze ved VM i 2006, der blev afholdt i Japan.